# Chorion

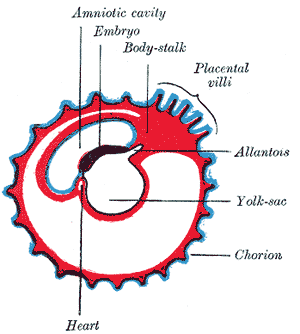
Pozdější stadium embrya včetně chorionu

Chorion (mimo savce také seróza) je jeden ze zárodečných obalů amniotických obratlovců. Chorion je vnější obal kolem celého embrya. U plazů a ptáků umožňuje přežití citlivých embryonálních tkání na souši. Savci se vyvíjejí v těle své matky, ale chorion hraje významnou roli i u nich: v děloze matky se chorion zvrásňuje do podoby klků, čímž zvyšuje svůj povrch a umožňuje příjem vyživujících látek z matčiny krve.

## U člověka
Chorion vzniká z tzv. trofoblastu, což je povrchová vrstva buněk v blastocystě. Konkrétně vzniká z hlouběji uloženého cytotrofoblastu, který proráží povrchový syncytiotrofoblast a vytváří tzv. primární klky. Chorion produkuje hormon choriogonadotropin. Později se klky primární mění na klky sekundární a později i terciární – změna spočívá zejména v tom, že se do klků dostávají cévy umožňující lepší příjem živin z cévního systému matky.